# St.-Georg-Stift (Grevesmühlen)

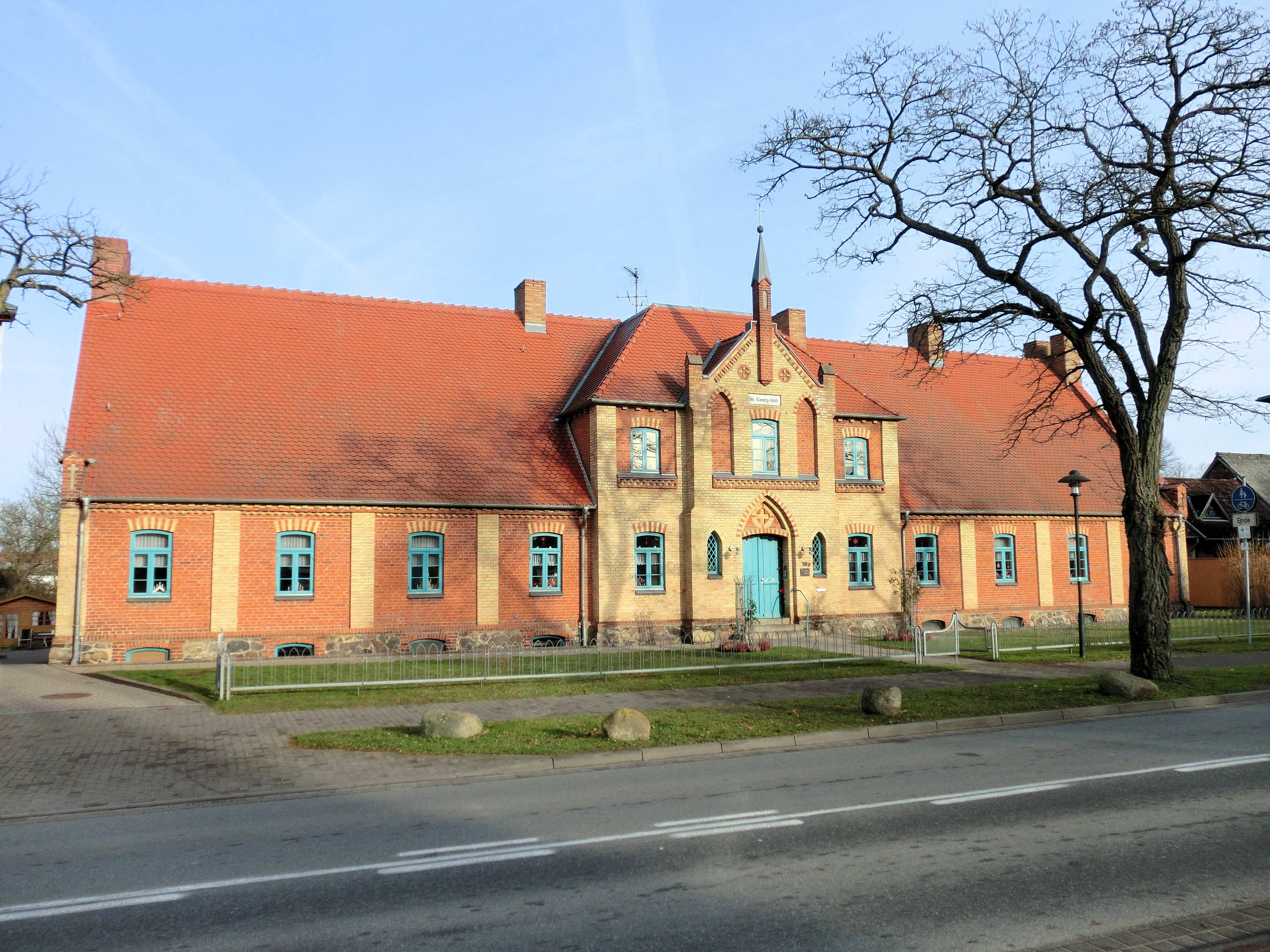
St.-Georg-Stift (2013)

Das St.-Georg-Stift ist eine kirchliche Stiftung und diakonische Einrichtung in einem denkmalgeschützten Gebäude in Grevesmühlen.

## Geschichte
Das St.-Georg-Stift geht zurück auf ein in vielen norddeutschen Städten zu findendes Siechenhaus, das das Patrozinium des Heiligen Georg, niederdeutsch St. Jürgen trug. In Grevesmühlen ist es seit dem 14. Jahrhundert außerhalb der damaligen Stadt am heutigen Börzower Weg nachweisbar. Im 18. und 19. Jahrhundert diente es als Armenhaus für sechs Bewohner. Zur Finanzierung dienten die Pachteinnahmen aus zwei Hufen; die Bewohner hatten das Recht, in Grevesmühlen um Almosen zu betteln. Das alte, baufällige Stift brannte 1863 ab.
Danach wurde es mit der Heiligen-Geist-Stiftung zusammengelegt und als Heim für Ältere, Gebrechliche und Alleinstehende neu konzipiert. 1866 entstand das bis beute bestehende Gebäude an der Lübecker Straße, gegenüber der Malzfabrik Grevesmühlen, als eingeschossiger neugotischer Bau aus rotem und gelben Backstein. Die Mitte der Hauptfront wird durch einen zweigeschossigen dreiachsigen Risalit betont, seine mittlere Portalachse ist nochmals vorgezogen und durch einen Fialengiebel abgeschlossen. Die feierliche Einweihung dieses Stiftes mit ursprünglich 24 Zimmern erfolgte am 9. November 1866. Jeder Stiftsinsasse bewohnte ein Zimmer von ca. 12,5 Quadratmetern, das zum Schlafen, Waschen, Kochen und Essen diente. Im gesamten Haus befanden sich zwei Toiletten und Wasserhähne.
1869 erhielt die Stiftung ein landesherrlich bestätigtes Statut als „Kirchliches Institut“ mit den Rechten einer juristischen Person unter Aufsicht der kirchlichen Behörden.

## Gegenwart
Nach langem Leerstand wurde der Gebäudekomplex 1995 saniert und wird seither als Wohnheim für geistig Behinderte genutzt. Träger ist die Diakonie Nord Nord Ost. Das Stift verfügt über drei Wohngruppen, von denen eine barrierefrei und für Rollstuhlfahrer geeignet ist.
Die Satzung der Stiftung wurde zuletzt 2021 überarbeitet.